# Битва при Адрамитии (1205)
Битва при Адрамитии (19 марта 1205 года) — важное стратегическое сражение между византийско-никейскими войсками Феодора Ласкариса и крестоносцами, которые стремились подчинить своей власти все земли павшей Византийской империи. Первое падение Константинополя 13 апреля 1204 года воодушевило крестоносцев, но они понимали, что теперь им предстояло бороться с греческой знатью на местах, огнём и мечом завоёвывая каждую греческую деревню. Пользуясь шоком и неуверенностью греческих лидеров, крестоносцы-латиняне довольно быстро заняли Фессалию, Фракию и Морею, однако в Эпире и Малой Азии их встретило греческое национальное ополчение, пока ещё слабое и не вполне уверенное в своих силах. Крестоносцы победили и укрепили свою власть в Вифинии до 1224 года.

## Предпосылки
После своей победы при Пиманионе в канун Нового года, крестоносцы жаждали новых побед, но вынуждены были приостановить наступление на Малую Азию из-за умелых действий греческих акритов в горной местности у Пруссы. Император Бодуэн запросил помощь для Латинской империи. Пополнение на этот раз прибыло очень оперативно: «множество людей из земли Сирии и из тех, кто оставил войско и отправился через другие гавани». Среди прибывших были и такие знатные особы как Этьен Першский, Рено де Монмирай. Более того, из самой Святой Земли, где, по свидетельству хроник, наступление на мусульман заступорилось, прибыли Юг де Табари и Рауль де Табари, Тьерри де Тандремонд, и множество других местных уроженцев-левантийцев, разного рода рыцарей, туркополов, сержантов, авантюристов и проч.

## Ход битвы
В ходе сражения войска никейской империи атаковали крестоносцев. Пользуясь своим численным преимуществом, никейцы стали теснить своих противников, однако через какое-то время остановились. Возможно, причиной этого была несогласованность действий между разными руководителями армии Никеи. В это время один из предводителей войска крестоносцев Генрих Фландрский ввел в бой лучшие силы. Вскоре никейская армия была разбита и бежала с поля боя. 

## Описание
О битве при Адрамитии (современный город Эдремет, Турция) до нас дошли две записи: одну составил франк Жоффруа де Виллардуэн, другую грек Никита Хониат. Ряд событий описан сходно, но много и противоречий. До конца не установлено кто же всё-таки возглавил никейское войско. Жоффруа называет Константина Ласкариса, а Никита — Феодора Филадельфийского (Манкафе).

## Примечание
1. ↑  Виллардуэн Жоффруа де. История завоевания Константинополя. С. 109, 110.